# Норд-Левін Віктор Бенедиктович
Ві́ктор Бенеди́ктович Норд-Ле́він (івр. ויקטור בנדיקטוביץ׳ נורד־לוין, англ. Victor Nord; 1945, Одеса) — ізраїльсько-американський незалежний кінорежисер, головно відомий завдяки своєму ізраїльському режисерському дебюту «Сад», який представляв Ізраїль на Каннському кінофестивалі 1977 року, Сан-франциському міжнародному кінофестивалі 1977 року, міжнародному фестивалі Toronto Waterfront 1978 року.

## Життєпис
Норд народився в сім'ї Євгенії Михайлівни Ростової-Норд (до шлюбу — Ґольденберґ), акторки й режисерки-педагога студії художнього слова при Московському міському палаці піонерів і школярів на Ленгорах, і радянського театрального режисера й актора Бенедикта Норда. 
Іммігрував в Ізраїль з Радянського Союзу у квітні 1973 року по закінченні 1971 року Всесоюзного державного інституту кінематографії.